# Pleuretra lineata
Pleuretra lineata är en hjuldjursart som beskrevs av Donner 1962. Pleuretra lineata ingår i släktet Pleuretra och familjen Philodinidae. Inga underarter finns listade i Catalogue of Life.